# Seppo Santavirta
Seppo Sakari Santavirta, född 5 december 1945 i Helsingfors, död där 22 juni 2005, var en finländsk läkare, specialist i kirurgi och ortopedi.
Santavirta blev medicine och kirurgie doktor 1979 samt filosofie doktor 2003. Han blev 1980 docent i experimentell biomedicin vid Jyväskylä universitet och 1983 docent i ortopedi och traumatologi vid Helsingfors universitet. Han verkade 1996–2005 som professor i ortopedi och traumatologi vid Helsingfors universitet och som överläkare vid Helsingfors universitetscentralsjukhus (HUCS). 1991–2005 var han forskningschef vid Invalidstiftelsens ortopediska sjukhus.
Santavirtas forskningsaktivitet spände över ett brett fält av ortopedi och traumatologi med fokus på biomaterial och användning av dem inom proteskirurgin.